# Phoneyusa westi
Phoneyusa westi là một loài nhện trong họ Theraphosidae.
Loài này thuộc chi Phoneyusa. Phoneyusa westi được miêu tả năm 1990 bởi Smith.